# Shimizu, Shizuoka
Shimizu (japanska: 清水町?, Shimizu-chō) är en landskommun i Shizuoka prefektur i Japan. 